# Wandlitz
Wandlitz es un municipio del distrito de Barnim, en Brandeburgo (Alemania).

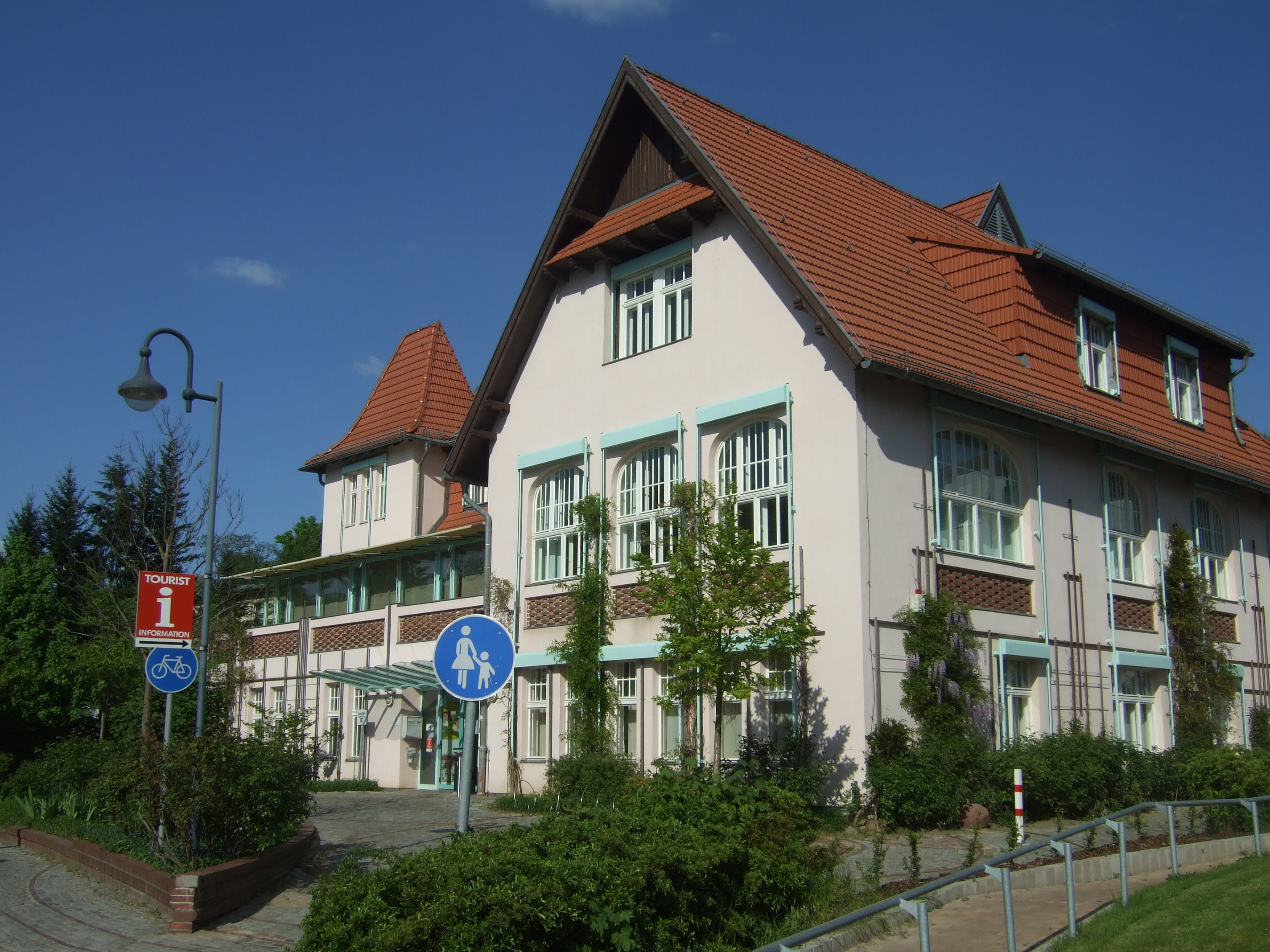
Ayuntamiento de Wandlitz.

- Datos: Q525555
- Multimedia: Wandlitz / Q525555

1. ↑  Worldpostalcodes.org, código postal n.º 16348.